# 埃氏標燈魚
埃氏標燈魚（学名：Symbolophorus evermanni），又名光彩标灯鱼、彩标灯鱼、红标灯鱼，为灯笼鱼科标灯鱼属的鱼类。分布于太平洋、印度洋以及南海等海域，多栖息于热带海域。

## 扩展阅读
維基物種上的相關：光彩标灯鱼